# Lago Cucao
Lago Cucao är en sjö i Chile.   Den ligger i regionen Región de Los Lagos, i den södra delen av landet, 1 100 km söder om huvudstaden Santiago de Chile. Lago Cucao ligger 2 meter över havet.
I omgivningarna runt Lago Cucao växer i huvudsak blandskog. Runt Lago Cucao är det glesbefolkat, med 8 invånare per kvadratkilometer.